# در اتاق خواب
در اتاق خواب (به انگلیسی: In the Bedroom) فیلمی ۱۳۰ دقیقه‌ای به کارگردانی تاد فیلد با بازی تام ویلکینسون است.